# Otto von Gemmingen (1475–1558)
Otto von Gemmingen (* 1475; † 1558), auch Otto der Jüngere und Ott, war Obermarschall des württembergischen Herzogs Ulrich und Oberhofmeister der Herzogin, badischer Obervogt in Ettlingen und Rittmeister in Ungarn.

## Leben
Er war der ältere Sohn des Bernhard von Gemmingen und der Anna Truchsessin von Buchishausen aus der Linie Steinegg der Freiherren von Gemmingen. Zur Abgrenzung von seinem gleichnamigen Onkel Otto († 1517), von dessen Töchtern er gemeinsam mit seinem Bruder Dietrich VIII. Besitz im Enzkreis erwarb, wird er auch Otto der Jüngere oder Ott genannt. 1519 teilten Otto und Dietrich ihren Besitz auf, wobei Otto Heimsheim und Mühlhausen bekam, während Dietrich Steinegg und Tiefenbronn zufiel.
Er trat jung bei St. Alban in Mainz als Kanoniker in den geistlichen Stand, resignierte dann aber von seinem Kanonikat und schlug eine Militärlaufbahn ein. Kaiser Karl V. schlug ihn 1508 zum Reichsritter. 1513 war er bei der Tagsatzung der Ritterschaft in Göppingen.
Er gehörte spätestens 1516 zum Gefolge des württembergischen Herzogs Ulrich, den er ins Exil nach Mömpelgard begleitete, wo Otto die Rechnung des herzoglichen Haushalts führte. 1519 stand er Ulrich bei der Verteidigung des Hohenaspergs bei, später öffnete er Ulrich Heimsheim als Ausgangspunkt für dessen missglückte Rückeroberung seiner Gebiete. 1523 kam es zum Zerwürfnis zwischen Otto und Ulrich, woraufhin Otto in badische Dienste trat. 1529 war er Vogt in Ettlingen und wurde als Rittmeister Hauptmann der badischen Hilfstruppen, die Ferdinand I. in Ungarn beim Kampf gegen die Türken unterstützten.
Über Ottos weiteres Wirken nach dem Vertrag von Kaaden und der Rückkehr Herzog Ulrichs 1534 gibt es abweichende Berichte. Er blieb jedenfalls in der Zeit der Reformation altgläubig und widersetzte sich in Heinsheim auch der württembergischen Landesreformation von 1534. Gemäß dem Familienchronisten Stocker soll er dennoch danach als Obermarschall des Herzogs und Oberhofmeister der Herzogin gewirkt haben, laut anderen Quellen soll es nicht zuletzt wegen der Glaubensfragen zu einer lebenslangen Feindschaft zwischen Otto und Herzog Ulrich gekommen sein, der Otto 1542 mit 13-monatiger Kerkerhaft auf dem Hohenneuffen belegte.
Sein Grabmal in der Kirche St. Maria Magdalena in Tiefenbronn gehört zu den bedeutenden Grabmalen jener Kirche.

## Familie
Er war verheiratet mit Maria Güß von Güßenberg. Er ist Stammvater des 2. Astes (Mühlhausen) der Gemmingen-Steinegg, den sein Sohn Hans Dietrich fortsetzte.
Nachkommen:
- Hans Jakob (1512–1543), Domherr in Speyer, dort begraben
- Hans Georg (1515–1535), starb als kaiserlicher Soldat und wurde bei Marseille begraben
- Hans Dietrich (1516–1566) ⚭ Magdalena Mundpratt von Spiegelberg († 1566)
- Hans Christoph († 1537), starb ebenfalls in Kriegsdiensten in Frankreich
- Hans Otto (* 1519), starb jung
- Agnes ⚭ Balthasar von Gültlingen († 1563), Grabdenkmal des Paares in der Pfarrkirche von Berneck
- Hugo Dietrich[5]